# Here Comes Santa Claus
Here Comes Santa Claus (Right Down Santa Claus Lane) (Hier kommt der Weihnachtsmann) ist ein US-amerikanisches Weihnachtslied von Gene Autry und Oakley Haldeman aus dem Jahre 1947.
Das Lied beschreibt die Kulisse der Ankunft des Weihnachtsmannes (Santa Claus) in seinem Rentier-Schlitten auf der Erde. Die darin erwähnten Vixen und Blitzen sind Namen von Rentieren, die den Schlitten ziehen.

## Gene Autry (1947)
Gene Autry konnte sich mit dem Titel erstmals Weihnachten 1947 in den C&W-Charts platzieren und erreichte Platz 5, im folgenden Jahr erreichte der Titel Platz 4 und 1949 Platz 13 in den C&W-Bestseller-Charts. Auch in den Billboard-Charts konnte sich der Titel 1947 bis 1949 platzieren: 1947 auf Platz 9, 1948 auf Platz 8 und 1949 auf Platz 24.

## Chartplatzierungen

### Gene Autry
| Periode   | Höchstplatzierung, GesamtwochenChartplatzierungen (Periode, Platzierungen, Wochen) | Höchstplatzierung, GesamtwochenChartplatzierungen (Periode, Platzierungen, Wochen) | Höchstplatzierung, GesamtwochenChartplatzierungen (Periode, Platzierungen, Wochen) |
| Periode   | CH                                                                                 | UK                                                                                 | US                                                                                 |
| --------- | ---------------------------------------------------------------------------------- | ---------------------------------------------------------------------------------- | ---------------------------------------------------------------------------------- |
| 1947/48   | —                                                                                  | —                                                                                  | US9 (5 Wo.)US                                                                      |
| 1948/49   | —                                                                                  | —                                                                                  | US8 (2 Wo.)US                                                                      |
| 1949/50   | —                                                                                  | —                                                                                  | US24 (1 Wo.)US                                                                     |
|           |                                                                                    |                                                                                    |                                                                                    |
|           |                                                                                    |                                                                                    |                                                                                    |
| 2018/19   | —                                                                                  | —                                                                                  | US28 (3 Wo.)US                                                                     |
| 2019/20   | —                                                                                  | —                                                                                  | US32 (3 Wo.)US                                                                     |
| 2020/21   | —                                                                                  | —                                                                                  | US26 (4 Wo.)US                                                                     |
|           |                                                                                    |                                                                                    |                                                                                    |
|           |                                                                                    |                                                                                    |                                                                                    |
| 2022/23   | —                                                                                  | —                                                                                  | US25 (5 Wo.)US                                                                     |
| 2023/24   | CH63 (1 Wo.)CH                                                                     | —                                                                                  | US21 (5 Wo.)US                                                                     |
| 2024/25   | CH72 (1 Wo.)CH                                                                     | UK89 (1 Wo.)UK                                                                     | US23 (4 Wo.)US                                                                     |
| Insgesamt | CH63 (2 Wo.)CH                                                                     | UK89 (1 Wo.)UK                                                                     | US8 (32 Wo.)US                                                                     |

grau schraffiert: keine Chartdaten aus diesem Jahr verfügbar

### Version von Elvis Presley
| Periode   | Höchstplatzierung, GesamtwochenChartsChartplatzierungen (Periode, Platzierungen, Wochen) |
| Periode   | CH                                                                                       |
| --------- | ---------------------------------------------------------------------------------------- |
| 2023/24   | CH100 (1 Wo.)CH                                                                          |
| Insgesamt | CH100 (1 Wo.)CH                                                                          |

## Coverversionen
Es gibt zahlreiche Einspielungen und Arrangements des Songs. Im Folgenden eine kleine Auswahl:
- 1957: Elvis Presley nahm den Song für Elvis’ Christmas Album (RCA LOC-1035) auf.[7]
- 1959: Ray Conniff auf dem Album Christmas With Conniff (Columbia 1390).
- 1959: Pat Boone auf dem Album White Christmas (Dot 3222).
- 1962: The Chipmunks auf Christmas With The Chipmunks (Liberty 3256).
- 1962: Frank De Vol and His Rainbow Strings auf seinem Weihnachtsalbum Old Sweet Songs Of Christmas (Columbia 1543).
- 1962: Ramsey Lewis auf seinem ersten Album Sound Of Christmas (Argo 687).
- 1963: Bob B. Soxx & the Blue Jeans auf Phil Spectors Album A Christmas Gift For You (Philles); wiederveröffentlicht 1972 als Phil Spector’s Christmas Album (Apple 3400).
- 1979: Willie Nelson auf Pretty Paper (Columbia 36189).
- 1985: The Carpenters auf dem Weihnachtsalbum An Old-Fashioned Christmas (A&M 3270).

## Musikvideos
- Here comes Santa Claus (right down Santa Claus Lane) – Elvis Presley
- Kinderchor
- Pianola
- Spielzeugklavier